# 라몬 공군기지

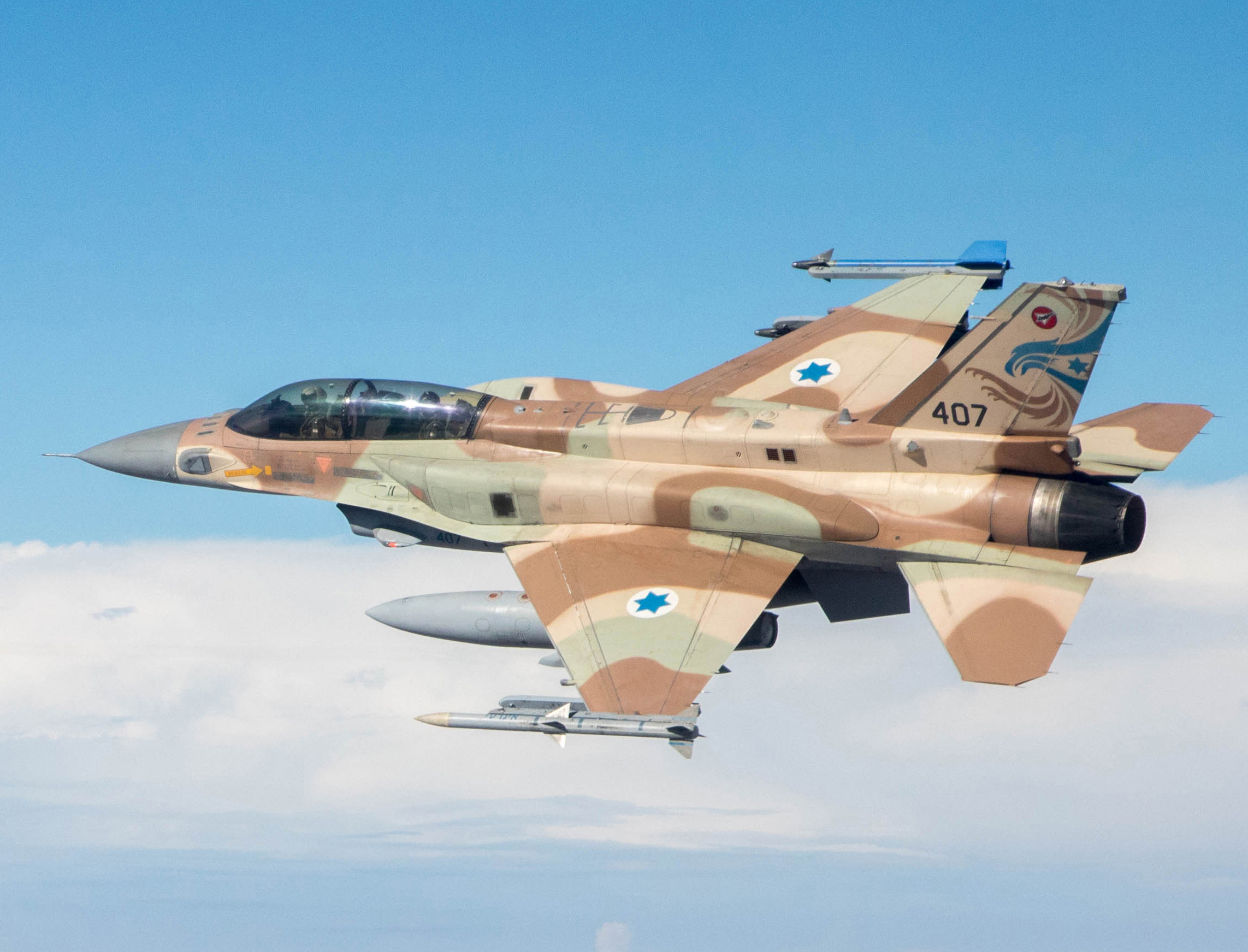
라몬 공군기지의 F-16I 수파 전투기

라몬 공군기지는 이스라엘의 공군기지이다.

## 역사
팔레스타인 가자 지구에서 남쪽으로 85 km 떨어져 있다.
가자 지구에 F-16 전투기가 공습했다고 보도되면, 보통 라몬 공군기지 소속의 F-16I 전투기가 가자 공습 임무를 담당한다. F-16I 전투기는 다목적 전투기인 F-16A 전투기를 지상 공습용에 맞게 2인승으로 개조한 버전이다.
대령이 비행단장이다.
2016년 10월 5일, 가자 지구를 공습하고 돌아온 F-16I 수파 전투기 한대가 라몬 공군기지에 착륙시도중 추락했다. 뒷좌석 항법사는 제때 탈출해서 경미한 부상을 입었지만, 비행대대 부부대장이자 조종사인 공군 소령은 늦게 탈출하려다가 실패해서 전투기와 함께 불에 타 사망했다.
2021년 5월, 여러대의 F-16 전투기가 가자 지구를 공습했다. 정확하게 F-16I 수파 전투기라는 보도도 없고, 라몬 공군기지에서 출격했다는 보도도 없지만, 보통 라몬의 수파가 가자를 공격한다. 수파는 다른 공군기지에도 배치되어 있지만, 라몬 공군기지가 주로 가자를 공격해왔다. F-16I 수파 전투기는 2인승으로, 지상 공습 능력을 강화한 전투기이다.

## 부대
- 제113 비행대대 – AH-64D 롱보우 아파치 공격헬기
- 제119 비행대대 – F-16I 전투기
- 제190 비행대대 – AH-64A 아파치 공격헬기
- 제201 비행대대 – F-16I 전투기
- 제253 비행대대 – F-16I 전투기